# Víctor Herrera
Víctor Hugo Herrera Ramos (* 22. Oktober 1970 in Pesca (Departamento de Boyacá)) ist ein ehemaliger kolumbianischer Radrennfahrer.

## Sportliche Laufbahn
Herrera war im Bahnradsport und im Straßenradsport aktiv. 1998 gewann er das Punktefahren bei den Zentralamerika- und Karibikspielen. Bei den nationalen Meisterschaften im Bahnradsport gewann er 2003 die Silbermedaille im Zweier-Mannschaftsfahren. 1999 war er im Welt-Cup in Mexiko-Stadt Dritter in der Mannschaftsverfolgung geworden.
Auf der Straße holte er 1999 einen Etappensieg in der Vuelta a Costa Rica, 2003 im GP Mundo Ciclistico. 2000 gewann er die Sprintwertung in der Vuelta a Boyacà und im Clásico RCN.